# République socialiste soviétique autonome de la Montagne
Pour les articles homonymes, voir République montagnarde.
1921–1924
Entités précédentes :
- République montagnarde
- Émirat du Caucase du Nord (en)

Entités suivantes :
- OA des Karatchaïs-Tcherkesses
- OA de Kabardino-Balkarie
- OA tchétchène
- OA d'Ossétie du Nord
- OA ingouche

La république socialiste soviétique autonome de la Montagne ou RSSA de la Montagne (russe : Горская Автономная Социалистическая Советская Республика ; tchétchène : Лаьмнийн Автономин Советийн Социалистийн Республика) est une ancienne république autonome au sein de la RSFS russe, dans le Caucase du Nord, qui a existé du 20 janvier 1921 au 7 juillet 1924. La république montagnarde du Caucase du Nord est créée à partir de parties des oblasts du Kouban et du Terek par les nationalités indigènes après la révolution russe ; cependant, la soviétisation est mise en place sur ce territoire après la conquête de la Ciscaucasie par l'armée rouge au cours de la guerre civile russe, et l'ancienne république est transformée en république soviétique. La superficie de la république dépasse les 73 000 kilomètres carrés, pour une population estimée d'environ 800 000 habitants. Le territoire comprend six okrougs (un type de subdivision administrative) : Balkarie, Tchétchénie, Kabardie, Karatchaï, Nazran (Ingouchie) et Vladikavkaz (Ossétie) et compte deux villes : Grozny et Vladikavkaz. De plus, une autonomie spéciale est accordée aux cosaques du Terek : l'okroug cosaque de Sounja, qui comprend une grande enclave dans le nord de l'Ingouchie, et une plus petite bordant Grozny. Ses limites se rapprochent de celles des Zygiens.
La RSSA de la Montagne n'a pas existé dans son état d'origine très longtemps. Dès le 1er septembre 1921, l'okroug de Kabardie est séparé de la RSSA en tant qu'oblast autonome Kabarde, subordonné directement à la RSFS russe. Vient ensuite l'okroug de Karatchaï, transformé en oblast autonome des Karatchaïs le 12 janvier 1922 ; l'okroug de Balkarie fusionne ensuite avec l'oblast autonome de Kabardie, devenant l'oblast autonome de Kabardino-Balkarie le 16 janvier 1922 ; et l'okroug tchétchène est transformé en oblast autonome tchétchène le 30 novembre 1922.
Par le décret du VTsIK du 7 juillet 1924, le territoire restant de la RSSA est divisé en oblast autonome d'Ossétie du Nord et en oblast autonome ingouche. L'okroug cosaque de Sounja et la ville de Vladikavkaz sont directement subordonnés au VTsIK jusqu'au 17 octobre 1924, date à laquelle le kraï du Caucase du Nord est formé et intégré à l'ensemble de l'ancienne RSSA en plus de ces deux unités.
Au XIXe siècle, les meilleures terres de la région sont données aux cosaques, colonisateurs militaires russes et ukrainiens, tandis que de nombreux indigènes sont chassés vers les montagnes. En 1920, le gouvernement soviétique décide de déporter les cosaques du Terek et de donner leurs fermes aux indigènes. Au total, 34 637 personnes sont déportées vers Vladikavkaz, Arkhangelsk et au Donbass. Plus tard, des centaines de familles se révéleront être des partisans du gouvernement soviétique. En janvier 1921, la réinstallation forcée des cosaques est arrêtée et certaines familles sont revenues occuper des fermes abandonnées, mais la ligne densément peuplée des colonies militaires de l'ère tsariste fut effacée à jamais du Caucase du Nord et les indigènes furent libres d'occuper les terres fertiles du fond des vallées. En 1882, 24,7% des Ingouches vivent dans les montagnes, ce pourcentage tombe à 2,1% en 1924.
Pendant la guerre froide, de nombreux historiens occidentaux voit la désintégration de la république montagnarde comme une stratégie de division pour mieux régner du gouvernement soviétique pour maintenir les peuples du Caucase faibles et soumis à Moscou. Les archives soviétiques devenues publiques dans les années 1990 montrent que ce n'était pas le cas. La désintégration de la république a commencé en mars 1921, deux mois seulement après sa création, lorsque les dirigeants de Kabardie expriment leur mécontentement d'avoir été intégrés à la république, évoquant l'absence de liens économiques entre les Kabards et les autres peuples montagnards. D'avril à juin 1921, la Kabardie tient un congrès au cours duquel 140 délégués, dont seulement 28 bolcheviks, votent à une écrasante majorité non seulement pour devenir un oblast autonome, mais aussi pour exiger le statut de république autonome. Joseph Staline a dû dissuader le chef Kabarde, Betal Kalmykov, de demander un statut de république d'union à part entière.

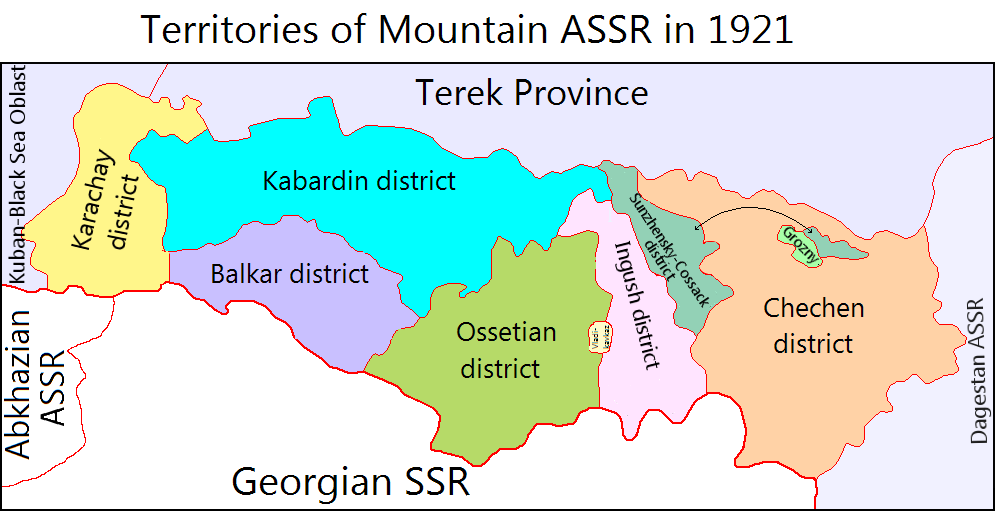
Carte de la RSSA de la Montagne, avec les okrougs nommés comme « districts ».